# Sistema de Trens do Subúrbio de Salvador
O Sistema de Trens do Subúrbio de Salvador, por vezes Sistema Ferroviário do Subúrbio de Salvador, foi um sistema ferroviário em operação na cidade brasileira de Salvador, Bahia. Administrado pela empresa estatal Companhia de Transportes do Estado da Bahia (CTB), sua única linha ligava a Cidade Baixa ao Subúrbio Ferroviário da cidade. O trajeto total de 13,5 quilômetros, entre os terminais na Calçada e em Paripe, era composto por dez estações, de ponta a ponta.
A tarifa do sistema custava 50 centavos de real desde setembro de 2002, existindo a meia passagem para estudantes no valor de 25 centavos de real. A espera entre cada comboio era de 40 minutos e a viagem entre os extremos da linha durava meia hora. O movimento diário de passageiros chegou a ser de cerca de 17 mil passageiros (julho de 2016), resultado da diminuição da quantidade de locomotivas e do aumento do tempo de espera, que antes proporcionavam 30 mil passageiros diários.
Trem do Subúrbio trilhos de resistência, do cineasta: Carlos Pronzato, que retrata a luta pela preservação da Ferrovia do Subúrbio de Salvador e da sua modernização que pode religar a capital a região metropolitana e ao interior do estado, com o trem regional de passageiros de Salvador a Alagoinhas, pois o atual governo do estado resolveu erroneamente erradicar o sistema ferroviário para implantar um monotrilho em guia elevada de concreto.

## História

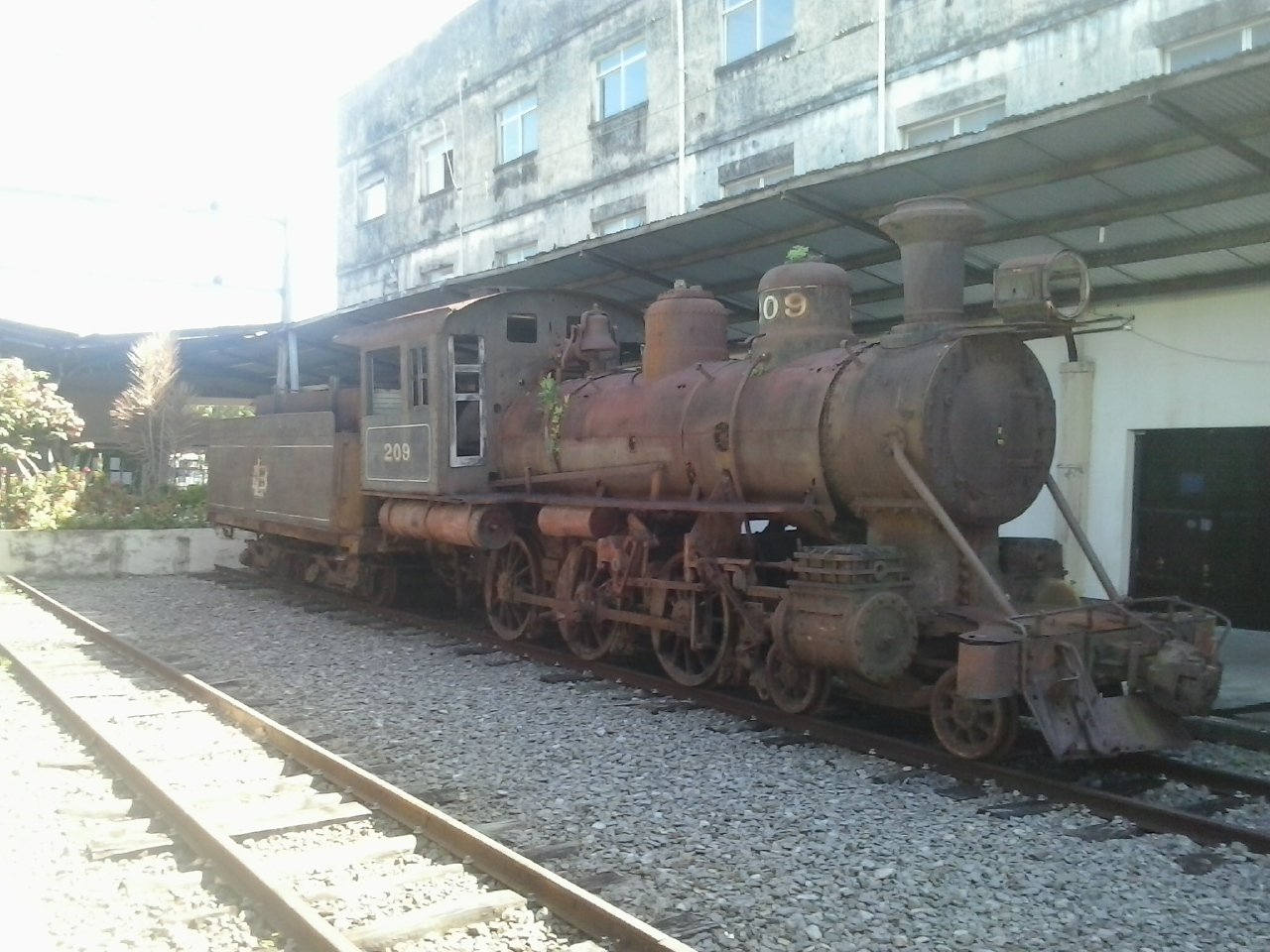
Antiga Maria-fumaça parada na Estação ferroviária da Calçada.

A via férrea foi inaugurada em 28 de junho de 1860 pela empresa inglesa Bahia and San Francisco Railway Company (em português, Estrada de Ferro da Bahia ao São Francisco), mais tarde passou a compor a Viação Férrea Federal Leste Brasileiro (VFFLB), e depois fez parte da Superintendência Regional 7 (SR-7) da Rede Ferroviária Federal (RFFSA). A linha ia até o município de Simões Filho até 1972. Com a privatização da RFFSA, foi formada a Ferrovia Centro-Atlântica S.A. (FCA), que ganhou a concessão da SR-7, e a Companhia Brasileira de Trens Urbanos (CBTU), a qual passou a ser a operadora do sistema ferroviário urbano. O trecho de operação, entretanto, foi sendo reduzido paulatinamente e, desde o início da década de 1980, o último destino ao norte é Paripe. Em 1995, o Governo Federal lançou o Programa de Descentralização de Trens Metropolitanos, com o qual buscou transferir sistemas ferroviários da Companhia Brasileira de Trens Urbanos (CBTU) para os governos locais (municipais ou estaduais). Nesse sentido, a Prefeitura de Salvador criou a empresa estatal Companhia de Transportes de Salvador (CTS) em 2000 para administrar o Sistema de Trens Urbanos de Salvador (trechos Calçada–Paripe e, então futuro, Lapa–Pirajá). A transferência da CBTU para a CTS foi concluída em 2005.
Por causa dos níveis de segurança e estrutura inadequados, devido ao não-isolamento dos trilhos, sucateamento dos vagões e falta de comodidade, em 2011, um convênio entre as esferas municipal (CTS) e federal (CBTU) estabeleceram 15 milhões de reais de investimento no sistema ferroviário urbano para passarelas, muros, remodelação e ar-condicionado.

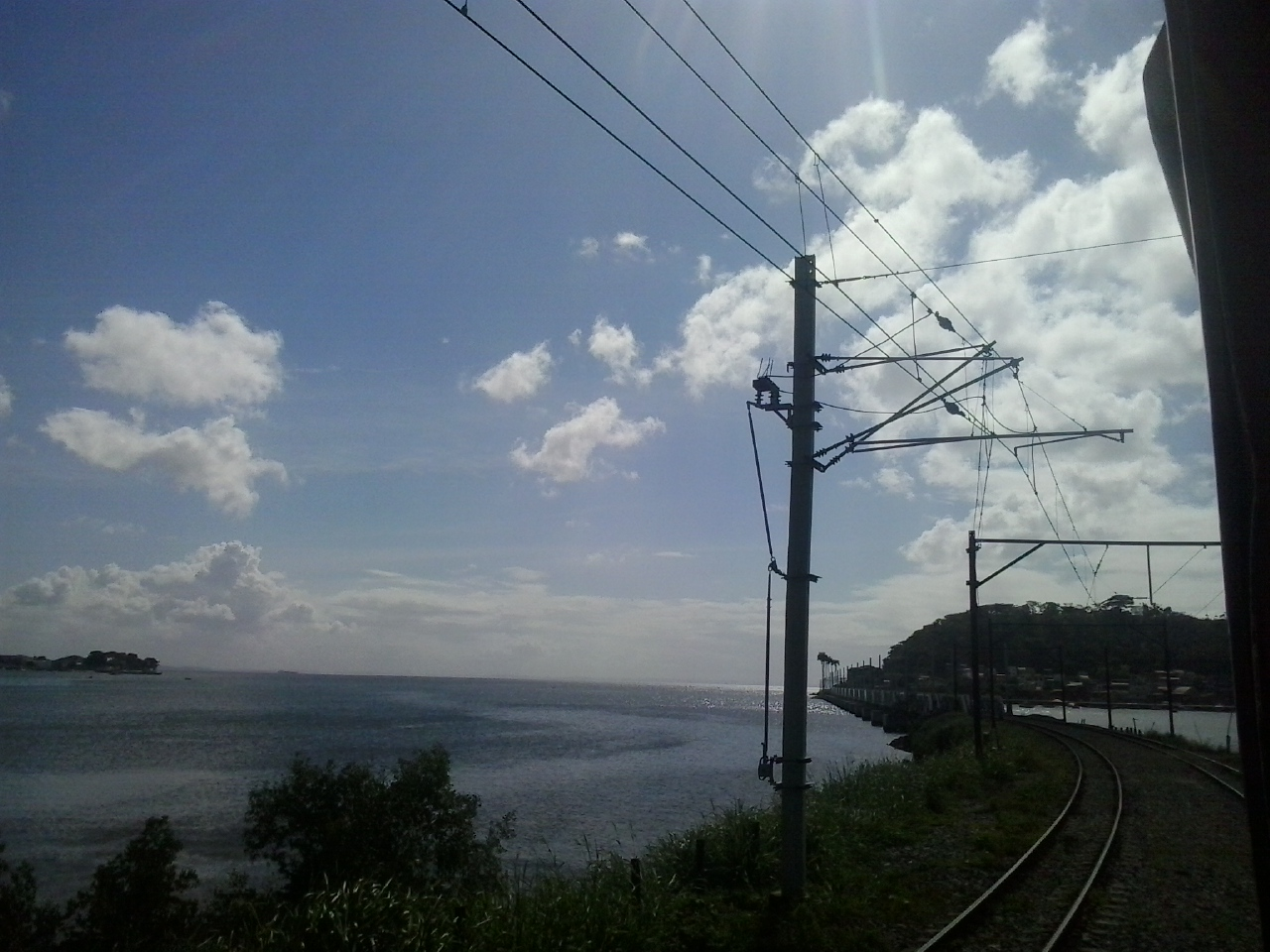
A Ponte São João, com Lobato ao fundo da foto

Em 29 de dezembro de 2012, a reforma da Ponte São João foi finalizada, incluindo a duplicação da via e o fim do uso de micro-ônibus para fazer a ligação entre as estações de Plataforma e Lobato. Essa obra custou 56,5 milhões de reais e melhora o sistema de transporte do Subúrbio. Ademais, foi prevista a entrega de três trens, que comportam 750 passageiros cada e já estavam em fase de testes. Deste modo, foi estimado que o tráfego médio passasse dos sete mil para 20 mil passageiros por dia; a velocidade, dos 30 quilômetros por hora para 70, e o tempo entre os terminais (Paripe e Calçada) não ultrapassasse 30 minutos.
Em abril de 2013, o trem foi transferido para a controle estadual, após um acordo entre os governos municipal e estadual, com o objetivo de agilizar a construção das linhas 1 e 2 do metrô, e integrá-las à linha suburbana e essas ao sistema rodoviário (ônibus), facilitando assim a troca entre os modais. Logo após, no dia 6 de abril, foi inaugurado o primeiro trem climatizado da frota pelo prefeito ACM Neto e comitiva, fato que interrompeu o fluxo impedindo a utilização do sistema durante o trajeto da comitiva para a inauguração. Esse foi um de três trens fruto de convênio firmado entre a prefeitura e a CBTU durante a gestão de João Henrique; os outros dois ficaram de ser entregues nos 90 dias seguintes, dependendo do governo estadual, que assumiu o controle da CTS. Após a lei n.º 12911 a Companhia de Transporte de Salvador (CTS) foi legalmente integrada à estrutura estadual sob nova denominação, Companhia de Transportes do Estado da Bahia (CTB).
No dia 15 de dezembro, todos os quatro trens do sistema apresentaram problemas causando a suspensão da operação. Um foi vandalizado com o apedrejamento do para-brisa; outro estava com problemas elétricos e os dois últimos apresentaram problemas no motor. À noite, os trens voltaram a circular com dois comboios, sendo normalizada a operação no dia seguinte.
Em cobrança de promessa do antigo prefeito João Henrique Carneiro, moradores interromperam a circulação dos trens na manhã do dia 12 de janeiro de 2015 com o propósito de reivindicar a construção da estação em São João do Cabrito.
No fim de fevereiro de 2015, a licitação para a recuperação de muros de contenção em alvenaria de pedras teve como ganhadora a empresa M&M União Serviços e Conservação de Imóveis Ltda, que apresentou o valor de pouco mais de 700 mil reais para as obras entre Paripe e Calçada.
O serviço chegou a ser interrompido no início de abril de 2015 em consequência do alagamento e sujeira da via, já que a água trouxe lixo, areia e outros detritos para o caminho dos trilhos, provocados pelo forte temporal que atingiu a cidade.
Composições do sistema foram objeto de projeto artístico de Os Gêmeos e Ise, denominado Projeto Wholetrain. A intervenção, que também ocorreu noutras cidades brasileiras, foi feita por 14 grafiteiros dentre os dias 20 e 24 de junho de 2015 e por eles próprios financiadas.
Em campanha salarial, os trabalhadores ferroviários realizaram paralisação do sistema por duas vezes em 2016. Na segunda vez foram três dias sem funcionamento no mês de setembro, sem resolução do impasse.
Em 15 de fevereiro de 2021, o sistema foi permanentemente fechado, para dar lugar a um sistema de monotrilho (chamado, à época, de VLT), que seria construído em seu lugar.

## Sistema
Entre a estações Almeida Brandão, em Plataforma, e Lobato, há a Ponte São João. Foi inaugurada em 1952 substituindo a ponte de Itapagipe. A antiga tinha sido construída em 1860 em única via, e os 450 metros de extensão após a revitalização ocorrida entre os anos de 2011 e 2012 podem ser percorridos em mão dupla em 15 vãos de 30 metros cada e em velocidade maior, de 30 para 60 quilômetros por hora.

### Estações

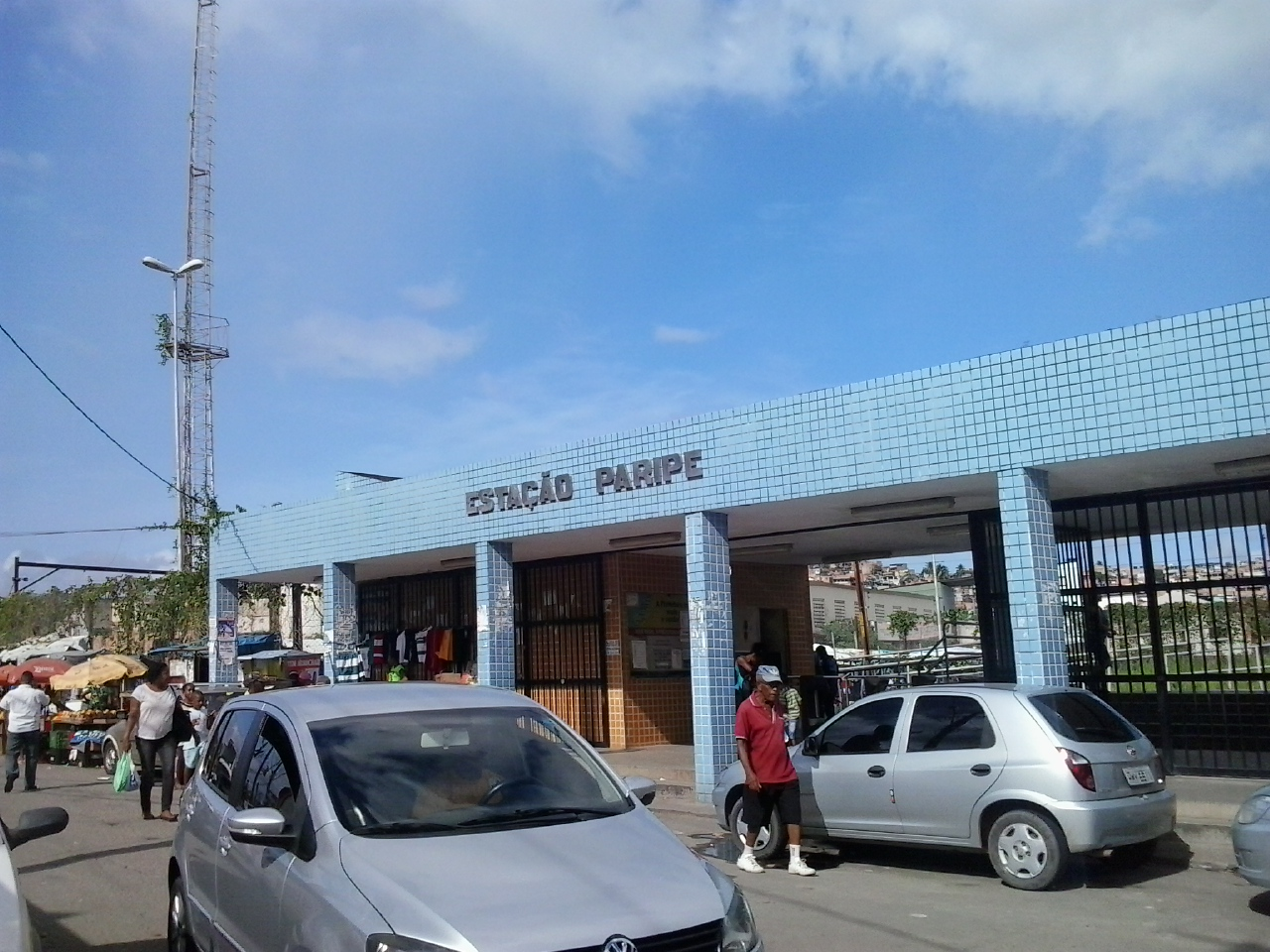
Fachada da Estação Paripe, em 2014.

| Head station |

| Station on track |

| Station on track |

| Station on track |

| Station on track |

| Station on track |

| Station on track |

| Station on track |

| Station on track |

| End station |

### Tabela do sistema
| Linha | Terminais        | Extensão | Inauguração | Comprimento (km) | Estações | Duração das viagens (min) | Funcionamento              |
| ----- | ---------------- | -------- | ----------- | ---------------- | -------- | ------------------------- | -------------------------- |
| Dupla | Calçada ↔ Paripe | ---      | ---         | 13,5             | 10       | 25                        | Diariamente, das 6h às 20h |

### Frota
Em abril de 2013 chegou o primeiro trem climatizado (composto por três vagões), de um convênio de três trens climatizados ao total. Com a vinda dos outros dois, a frota será de sete trens.
| Modelo/Série      | Potência (kW) | Bitola (m) | Fabricante       | Origem                    | Ano de fabricação | Adquirente inicial                        | Frota ativa | Frota inativa | Frota total carros | Linhas de operação |
| ----------------- | ------------- | ---------- | ---------------- | ------------------------- | ----------------- | ----------------------------------------- | ----------- | ------------- | ------------------ | ------------------ |
| Carro Motor - ACF | ---           | 1,00       | General Electric | Estados Unidos da América | 1962              | Viação Férrea Federal do Leste Brasileiro | 5           | 4             | 9                  | Calçada ↔ Paripe   |
| Série 5900        | 580           | 1,00       | Kawasaki/Toshiba | Japão                     | 1957              | E.F. Sorocabana                           | 2           | 1             | 3                  | Calçada ↔ Paripe   |
| TOTAL             | TOTAL         | TOTAL      | TOTAL            | TOTAL                     | TOTAL             | TOTAL                                     | 7           | 5             | 12                 |                    |

## Projetos
Os projetos para o Trem do Subúrbio versam, além da revitalização e modernização gerais, sobre a sua substituição pelo veículo leve sobre trilhos (VLT), o denominado VLT do Subúrbio, extensões da linha e conexão com outros meios de transporte, como o Metrô de Salvador (SMSL) e o corredor exclusivo de ônibus BRT Águas Claras–Paripe (parte do Corredor Transversal II).
Sobre extensões do trajeto, várias possibilidades foram aventadas. São levantadas principalmente aquelas no sentido norte para voltar a conectar os municípios vizinhos, linhas que cheguem à Ilha de São João, em Simões Filho, e ao Polo Industrial de Camaçari, na cidade homônima. Mais recentemente, nas discussões do Plano Salvador 500, foi aventada a ligação da Calçada com a Península de Itapagipe a partir de transporte de média capacidade.
Para a integração com o sistema metroviário, inicialmente foi previsto que a Estação Calçada fosse uma das estações terminais da linha 2 do metrô. Porém, o edital da linha 2 não manteve tal interligação entre os modais. Por isso, outras possíveis ligações com o metrô, desta vez com a linha 1, foram cogitadas em apresentações e audiências, a exemplo dos trajetos Calçada-Retiro ou Lobato-Pirajá.
À época da CBTU, houve projetos de integração com os ônibus, no qual as estações terminais, Calçada e Paripe, seriam transformadas em estações de transbordo, onde seria possível a troca de modal.

### Veículo leve sobre trilhos
A substituição da linha Calçada–Paripe em um sistema de trem ligeiro (como também é referido o VLT) compõe o projeto do governo estadual chamado VLT Metropolitano, que busca resgatar a comunicação ferroviária entre a capital e cidades próximas, antes servidas pela Leste Brasileiro. Em Salvador, projeta-se a prolongação de Paripe até a Avenida São Luís, ainda no bairro de Paripe, e da Estação da Calçada até o bairro do Comércio, além de ramais para conectar com o metrô. E, fora da capital, o caminho seria passando por Dias d'Ávila, Candeias, São Francisco do Conde, Pojuca, Catu e até mesmo Alagoinhas.
Transformar em VLT foi uma proposta enviada ao Ministério das Cidades em 2011, a fim de receber recursos pelo Programa de Aceleração do Crescimento (PAC) — Pacto pela Mobilidade. 552 milhões de reais foram anunciados em outubro de 2013 e, entre março e abril, o rapasse foi tornado obrigatório em lei no ano seguinte. Ao lado da liberação de recursos para o trecho Comércio-São Luís em 2014, foram liberados recursos para a elaboração dos projetos dos trechos Santa Luzia–Retiro (4,5 milhões de reais), através da Avenida San Martin, e Simões Filho–Águas Claras (10 milhões de reais) e para a elaboração do Estudo de Viabilidade Técnica e Econômica (EVTE) do trecho Candeias–Mapele–Camaçari–Dias D'Ávila (1,5 milhão de reais). Em 2015, o governo estadual divulgou a proposta de esticar a linha para o sul, além do bairro do Comércio, rumo à Estação da Lapa por um túnel fazendo a integração com o metrô e possível parada no Terminal da Barroquinha. A proposta foi reafirmada em campanha eleitoral do então candidato a governador Rui Costa. Também chegou a ser levantada a ideia pelo governo estadual de que a linha se estendesse também à Avenida Centenário.
A partir do financiamento parcial do governo federal, o processo licitatório foi iniciado para a conversão do modal. Foi licitada por meio de tomada de preços (n.º 03/2014) a elaboração orçamentária do Veículo Leve sobre Trilhos de Salvador e do tramo 3 da linha 1 do SMSL, sob o critério do menor preço global. E na edição de 30 de setembro do Diário Oficial do Estado, foi publicado o edital de pré-qualificação para as empresas interessadas na execução do VLT do Subúrbio. A cargo da Secretaria de Desenvolvimento Urbano do Estado da Bahia (SEDUR), afirmou-se que o edital definitivo contrataria por licitação em Regime Diferenciado de Contratação Integrada (RDC) para o prazo de 24 meses o concorrente cuja proposta apresente o menor valor para as obras. Essas incluem os projetos básicos, o material rodante, os sistemas de controle e as obras civis para transformação em veículo leve sobre trilhos e extensão do sistema para o Comércio e para São Luiz (em Paripe), completando 18,5 quilômetros, sob o valor estimado em 1 bilhão de reais. Em dezembro saiu os primeiros três consórcios interessados e pré-qualificados (Consórcio Ferreira Guedes–SETEPLA–T’TRANS, Consórcio VLT Salvador e Consórcio TBHF VLT Salvador), sendo a Construção e Comércio Camargo Corrêa S.A. foi a única empresa concorrente não pré-qualificada.
A licitação chegou a ser anunciada para 14 de agosto de 2015, mas a data não se confirmou e foi adiada. No entanto, o projeto foi detalhado descrevendo 21 paradas (mais simples que estações) e 18,5 quilômetros em substituição às 10 estações e aos 13,5 quilômetros, além de cinco novos pré-qualificados com interesse em participar da licitação (totalizando oito concorrentes). As obras foram orçadas em 1,1 bilhão de reais, sendo 552 milhões de reais do governo federal e 548 milhões de reais do governo estadual, e divididas em duas etapas. A primeira a ser concluída em 24 meses compreende 9,4 quilômetros entre Comércio e Plataforma (Comércio, França, Porto, São Joaquim, Calçada, Baixa do Fiscal, Santa Luzia, Suburbana, Lobato, União do Cabrito, São João, Plataforma) e a segunda a ser concluída em 18 meses compreende 9 quilômetros entre Plataforma e São Luís (Plataforma, São Brás, Itacaranha, Escada, Praia Grande, Periperi, Setúbal, Coutos, Paripe, São Luís). O trecho Comércio–Lapa, de 1,5 quilômetro com túnel, viaduto e provável parada na Barroquinha, foi anunciado como fase posterior às duas etapas de obras entre Comércio e São Luís.
Desde o adiamento da licitação, por dificuldade no aporte financeiro federal, o projeto foi alterado e ocorreram encontros e negociações em busca de investidores, nacionais e externos, e a licitação foi prevista para o primeiro semestre de 2016. A alteração consistiu nos estudos sobre a forma de conexão entre o VLT e o metrô, nos quais incluíram o trecho Santa Luzia–Retiro como uma alternativa ao trecho Comércio–Lapa, e no modelo de licitação, que passou a ser uma parceria público-privada (PPP). Como o projeto do VLT Metropolitano está entre os projetos prioritários destacados pelo governo estadual, ao lado da Ferrovia de Integração Oeste-Leste (FIOL), do Porto Sul e da Ponte Salvador - Ilha de Itaparica, eles foram apresentados a representantes dos governos chinês (CRBC, CREC e CRCC), francês (AFD) e britânico (Prosperity Fund) e do Banco de Desenvolvimento da América Latina (CAF) a fim de parcerias e financiamento, contando com participação direta do governador. Na Missão Oficial do Governo da Bahia na China no início de março de 2016, o governador assinou dois memorandos de entendimento com as empresas estatais chinesas Corporação de Estrada e Ponte da China (CRBC) e Corporação de Construção de Ferrovias da China (CRCC) a fim de que elas aprofundem os estudos técnicos de projetos prioritários apresentados. A proposta do VLT foi uma das selecionadas dentre vários outros projetos públicos brasileiros candidatados ao programa britânico Prosperity Fund, pelo qual o governo britânico firmou apoio financeiro para estudos para implementação do modal e suporte para divulgação do projeto a potenciais investidores, o que rendeu o envio de comitiva baiana a Londres em julho.
Novo prazo foi anunciado, em agosto de 2016, para o lançamento do edital licitatório: até dezembro. Isso porque persistia a dificuldade no apoio financeiro do governo federal com recursos de meio bilhão de reais vindos do PAC, o que também levou o governo estadual a buscar também outras fontes de recursos. Em setembro, o governador incluiu a alienação do terreno do Terminal Rodoviário de Salvador, em Pernambués a ser transferido para Águas Claras, como possível fonte de financiamento do projeto. Em dezembro, se concretizaram os lançamentos, pela SEDUR, da consulta pública referente ao modal e, pela Bahiainvest, do Edital de Chamamento n.º 01/2016 referente a investidores interessados em apresentar modelo de financiamento do projeto. Por isso, diversos documentos detalhados sobre o VLT foram disponibilizados.
Em prosseguimento ao processo, foram realizados dois eventos públicos. Primeiro, uma audiência pública em colégio estadual em Paripe em 20 de janeiro de 2017, com a presença do secretário da Casa Civil, do diretor-presidente da CTB e do chefe de gabinete da SEDUR. Depois, uma sessão pública na Bolsa de Valores de São Paulo (B3) dedicada aos empresários interessados no dia 27 de janeiro, com a presença também do secretário da Casa Civil, diretor-presidente da CTB e da superintendente de mobilidade da SEDUR. Com desmembramento do projeto em duas concorrências públicas, uma para financiamento e outra para construção e operação, o projeto constitui a primeira PPP com financiamento completamente privado no Brasil, para uma obra de infraestrutura. Outra diferença do modelo comum é a publicização das propostas apresentadas para o financiamento à medida em que elas são recebidas, representando uma medida de transparência governamental. A primeira proposta apresentada para o financiamento foi feita pela empresa Indico PLC, sediada no Reino Unido e subsidiária do fundo fiduciário Ribert Investtments & Business Trust, este sediado em Honcongue. O termo de compromisso (pré-contrato) com a proposta foi publicado no diário oficial do dia 25 de janeiro. Adicionalmente o governo estadual contratou, por inexigibilidade de licitação e por seis meses, a empresa de consultoria Accenture do Brasil para auxílio na modelagem técnica e econômico-financeira do projeto, incluindo a atualização e revisão de estudos produzidos desde 2015. Enquanto isso, em fevereiro, o mês de março de 2017 foi anunciado como o novo prazo de lançamento do edital da concorrência para construção e exploração do VLT.

### Trem regional
O resgate do transporte ferroviário de longas distâncias de passageiros é tópico da agenda do desenvolvimento brasileiro, levado a cabo pelo Ministério dos Transportes por meio do Programa de Resgate do Transporte Ferroviário de Passageiros, dentro do qual figura o Projeto Trens Regionais. Nesse sentido, 14 linhas para o chamado trem regional foram pré-selecionadas para aprofundamento dos estudos originalmente desenvolvidos pelo Banco Nacional de Desenvolvimento Econômico e Social (BNDES) na década de 1990. Na Bahia, a ideia é o trajeto Alagoinhas–Salvador–Conceição da Feira de 238 quilômetros. A prorrogação da atual linha do Subúrbio de Salvador até o município de Conceição da Feira, dentro da Região Metropolitana de Feira de Santana chegou a ser estimada para meados da década de 2020. O projeto já dispõe de Estudo de Viabilidade Técnica, Econômica, Social, Ambiental e Jurídico-Legal (EVTESAJ) sobre sua implantação. Audiência pública foi realizada na Escola Politécnica da Universidade Federal da Bahia (UFBA) em 23 de setembro de 2014.

## Estatísticas
| Movimento anual de passageiros |
|                                |
| Fontes: CBTU e CTB             |

À época da CBTU, entre o período 2000–2004, o sistema chegou ao máximo de ter 181 funcionários no ano de 2002 e transportar quase 4,5 milhões de passageiros em todo o ano de 2004.
Cerca de sete mil passageiros foram transportados diariamente em 2012. No ano seguinte, a demanda aumentou significativamente: dos 9,3 mil passageiros diários do início do ano para 19 mil, em setembro, devido às obras na Baixa do Fiscal e à cratera aberta na BR-324, que dificultaram o transporte rodoviário (ônibus e carros) na região.
Foram transportados 3 763 189 passageiros em 2013 e 3 758 605 passageiros em 2014, o que representa variação negativa de 0,12 %. Na comparação da média de passageiros por dia entre os mesmos anos, a variação foi positiva de 0,6 %, passando de 12 044 em 2013 para 12 052 em 2014. No tocante à arrecadação, em 2013 foram 1 696 318,50 reais e 1 696 245,50 reais em 2014.